# Георге Лільяк
Георге Лільяк (рум. Gheorghe Liliac, нар. 22 квітня 1959, Дорохой) — румунський футболіст, що грав на позиції воротаря.
Виступав, зокрема, за клуб «Стяуа», а також національну збірну Румунії.
Дворазовий чемпіон Румунії. Володар Кубка Румунії.

## Клубна кар'єра
У дорослому футболі дебютував 1981 року виступами за команду «Ботошані», в якій провів два сезони. 
Згодом з 1983 по 1987 рік грав у складі команд «Біхор» та «Петролул».
Своєю грою за останню команду привернув увагу представників тренерського штабу клубу «Стяуа», до складу якого приєднався 1987 року. Відіграв за бухарестську команду наступні два сезони своєї ігрової кар'єри. За цей час двічі виборював титул чемпіона Румунії.
Протягом 1989—1993 років захищав кольори клубів «Петролул» та «Хапоель Цафрірім» (Холон).
Завершив ігрову кар'єру у команді «Металул Філіпешть», за яку виступав протягом 1995—1997 років.

## Виступи за збірну
У 1987 році дебютував в офіційних матчах у складі національної збірної Румунії.
У складі збірної був учасником чемпіонату світу 1990 року в Італії.
Загалом протягом кар'єри в національній команді, яка тривала 4 роки, провів у її формі 4 матчі.

## Титули і досягнення
- Чемпіон Румунії (2):

«Стяуа»: 1987-1988, 1988-1989
- Володар Кубка Румунії (1):

«Стяуа»: 1988-1989